# Attis
Attis (sau Atys) a fost în mitologia romană un tânăr și frumos păstor din Frigia, de care s-a îndrăgostit zeița Cybele. După ce i-a promis să-i fie în veci credincios, Attis și-a călcat jurământul, îndrăgostindu-se de o nimfă. Mâniată, zeița Cybele i-a luat mințile și, într-un acces de nebunie, Attis s-a automutilat. El a fost metamorfozat de Cybele în pin.